# Martin Motyčka (fotbalista)
Martin Motyčka (* 25. února 1985 Rýmařov) je český fotbalista, záložník.
Rodák z Rýmařova hrál od mládí za místní Jiskru. Záhy se přes Sigmu Olomouc dostal do SFC Opavy. Pořádné druholigové šance se ale Motyčka v Opavě nedočkal, a tak vzal za vděk angažmá ve Vítkovicích. V ostravském klubu se stal Motyčka klíčovým hráčem a miláčkem fanoušků. Po sestupu Vítkovic do třetí ligy neměl šikovný záložník o nabídky nouzi. V červenci 2010 si vybral Karvinou. V závěru jarní části sezóny pro něj trenér Karel Kula našel pozici středového obránce a byla to trefa do černého. Motyčka se výborně doplňoval s Peterem Mrázem a měli výrazný podíl na zlepšené defenzívě klubu.
| Sezona | Soutěž     | Klub             | Z   | G  | A | ŽK | ČK | Minuty  |
| ------ | ---------- | ---------------- | --- | -- | - | -- | -- | ------- |
| 20/21  | Divize F   | MFK Vitkovice    |     |    |   |    |    |         |
| 19/20  | Druhá liga | MFK Vitkovice    | 21  | 1  | - | 3  | -  | 1286'   |
| 18/19  | Druhá liga | MFK Vitkovice    | 26  | 3  | 2 | 7  | -  | 2032'   |
| 17/18  | Druhá liga | MFK Vitkovice    | 20  | 2  | 1 | 5  | -  | 1.674'  |
| 17/18  | Druhá liga | FK Fotbal Třinec | 1   | -  | - | -  | -  | 2'      |
| 16/17  | Druhá liga | FK Fotbal Třinec | 25  | 5  | 1 | 8  | -  | 1.974'  |
| 15/16  | Druhá liga | FK Fotbal Třinec | 15  | -  | - | 3  | -  | 1.041'  |
| 14/15  | Druhá liga | FK Fotbal Třinec | 22  | 3  | 2 | 5  | 1  | 1.825'  |
| 13/14  | Druhá liga | FK Fotbal Třinec | 27  | 2  | - | 6  | -  | 2.105'  |
| 11/12  | Druhá liga | MFK OKD Karviná  | 22  | 1  | - | 7  | -  | 1.724'  |
| 10/11  | Druhá liga | MFK OKD Karviná  | 26  | 2  | - | 4  | -  | 1.718'  |
| 09/10  | Druhá liga | MFK Vitkovice    | 25  | 6  | - | 6  | -  | 2.227'  |
| 08/09  | Druhá liga | MFK Vitkovice    | 25  | 4  | - | 8  | 1  | 2.147'  |
| 04/05  | První liga | SFC Opava        | 1   |    |   |    |    | 4'      |
| Celkem | Celkem     | Celkem           | 215 | 26 | 5 | 55 | 2  | 16.956' |